# Villa Sorra
Villa Sorra, in passato detta anche Palazzo Sorra e Palazzo Munarini, è una dimora storica in stile barocchetto emiliano che sorge in località Gaggio, a nord di Castelfranco Emilia. La tenuta su cui sorge la villa è, dal 1972, di proprietà dei Comuni di Castelfranco Emilia, Modena, Nonantola e San Cesario sul Panaro ed è caratterizzata da un giardino in stile romantico.
La villa è stata usata come set dal regista Pier Paolo Pasolini per il suo ultimo film: Salò o le 120 giornate di Sodoma (1975).
Esemplare testimonianza di luogo di villeggiatura, la villa è rimasta lesionata a seguito del terremoto dell'Emilia del 2012. La villa non è agibile e non visitabile da molti anni.

## Storia
La villa fu commissionata all'inizio del XVIII secolo al progettista Giuseppe Anonio Torri dal conte Antonio Sorra, da cui ancora oggi prende il nome.
Nel 1852 venne istituito un regolamento per “forestieri che potessero intervenirvi” al fine di regolare l'afflusso dei numerosi visitatori.
Il giardino storico della villa, creato nel Settecento, venne radicalmente trasformato nell'Ottocento per volere della marchesa Ippolita Levizzani e secondo i canoni del giardino all'inglese. Da allora rappresenta uno dei più importanti esempi di giardini romantici dell'Emilia-Romagna.

## Architettura

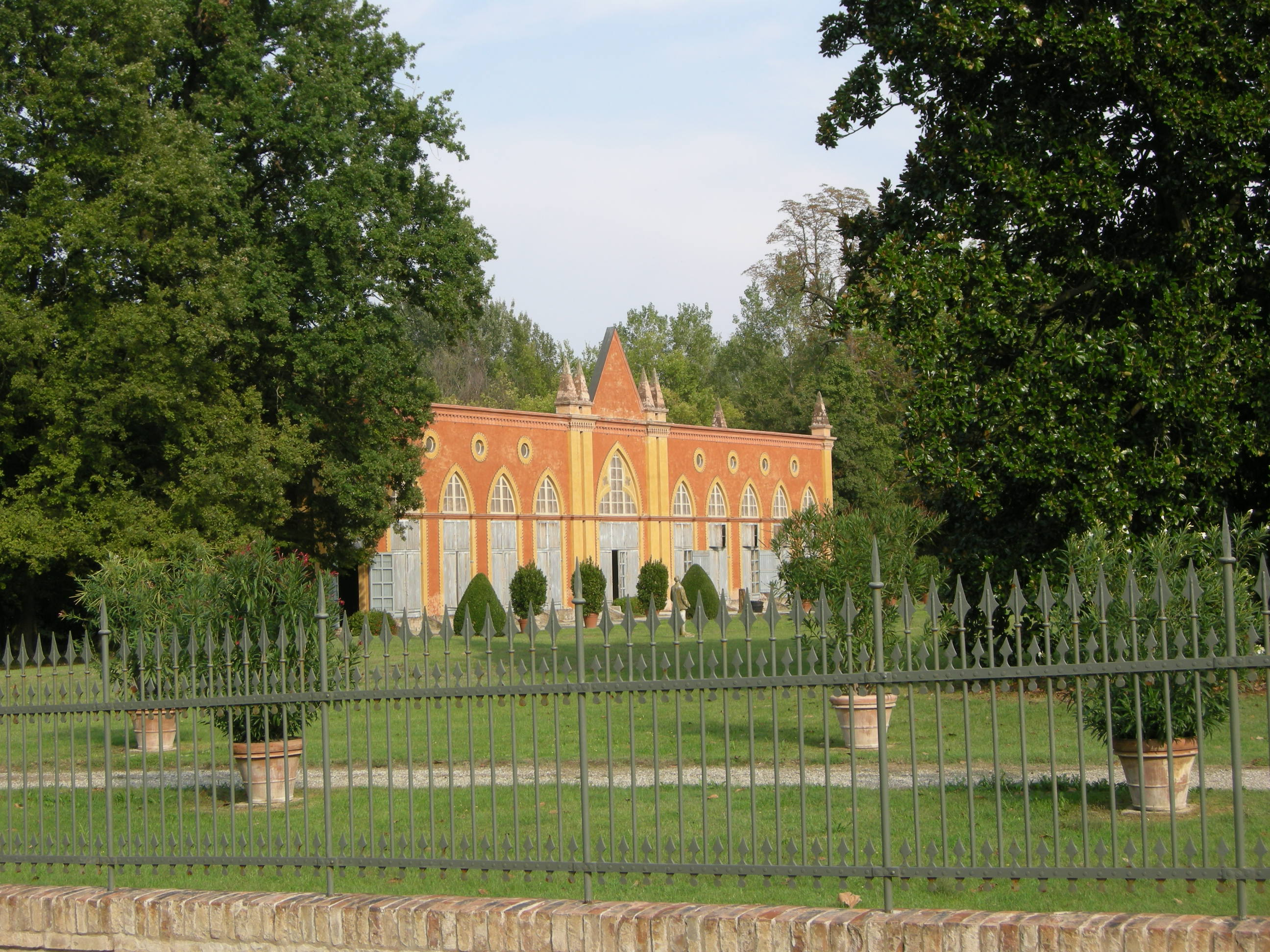
Il giardino storico

La villa si erge al centro della tenuta.
Originariamente, la villa aveva un torrino esagonale, che venne, successivamente, demolito nel dopoguerra.  Il palazzo è costituito da un corpo centrale, a pianta quadrata, che ha al suo apice un'altana.

### La raccolta della vita contadina
Villa Sorra ospita la "Raccolta della vita contadina" donata dall'antiquario pittore Celestino Simonini al Comune negli anni settanta del Novecento. Nel tempo, la collezione si è arricchita fino ad arrivare a contare 9000 reperti.